# Marion Banneux
Marion Banneux (Brussel, 24 september 1945 - Sart Melin (Geldenaken), 10 november 1997) was een Belgisch volksvertegenwoordiger.

## Levensloop
Van 1977 tot 1981 was Banneux voor het FDF lid van de Kamer van volksvertegenwoordigers voor het arrondissement Brussel. Tegelijkertijd was ze lid van de Cultuurraad voor de Franse Cultuurgemeenschap en opvolger de Franse Gemeenschapsraad.
Beroepshalve werkte ze op de Dienst voor Toerisme van de Franstalige gemeenschap.